# Schneeberg (Wattendorf)
Schneeberg ist ein Gemeindeteil der Gemeinde Wattendorf im oberfränkischen Landkreis Bamberg in Bayern.

## Geografie
Nachbarorte des Dorfes sind Kümmersreuth im Norden, Wattendorf im Nordosten, Gräfenhäusling und Roßdorf am Berg im Südosten, Burglesau im Südwesten sowie Weichenwasserlos und Roßdach im Osten.

## Geschichte
Erstmals urkundlich genannt wurde Schneeberg im Jahre 1382.